# گافلنتس
گافلنتس (به آلمانی: Gaflenz) یک منطقهٔ مسکونی در اتریش است که در ناحیه استیر لند واقع شده‌است. گافلنتس ۵۹ کیلومتر مربع مساحت دارد ۴۸۲ متر بالاتر از سطح دریا واقع شده‌است.

## خواهرخوانده
شهر  Clemency  خواهرخواندهٔ گافلنتس هست.